# بيفرلي بي. مارتن
بيفرلي بي. مارتن (بالإنجليزية: Beverly B. Martin)‏ هي قاضية ومحامية أمريكية، ولدت في 7 أغسطس 1955 في ماكون في الولايات المتحدة.